# Биг Фолс (Минесота)
Биг Фолс (енгл. Big Falls) град је у америчкој савезној држави Минесота.

## Демографија
По попису из 2010. године број становника је 236, што је 28 (-10,6%) становника мање него 2000. године.
| Група             | 2000.       | 2010.       |
| Белци             | 259 (98,1%) | 225 (95,3%) |
| Афроамериканци    | 0 (0,0%)    | 0 (0,0%)    |
| Азијати           | 1 (0,4%)    | 0 (0,0%)    |
| Хиспаноамериканци | 0 (0,0%)    | 4 (1,7%)    |
| Укупно            | 264         | 236         |